# Championnat de France de rugby à XV 1985-1986
Navigation
Édition précédente Édition suivante
L'élite est constituée de quatre groupes de dix clubs. À l'issue de la phase qualificative, les deux premiers de chaque groupe sont qualifiés pour les 1/8e de finale, les équipes classées 3e à 6e dans chaque groupe (soit seize clubs) disputent des matchs de barrage, ou 1/16e de finale, dont les vainqueurs sont aussi qualifiés pour les 1/8e de finale.
Le Stade toulousain remporte le Championnat de France de rugby à XV de première division 1985-1986 après avoir battu le SU Agen en finale. Il conserve le titre remporté en 1985.
En groupe B, c'est le SC Angoulême  qui devient le champion de France de rugby à XV de première division B 1985-1986 après avoir battu le SO Voiron en finale.
Montferrand remporte le Challenge Yves du Manoir devant Grenoble.
Béziers remporte la Coupe de France devant Aurillac à Castres.

## Phase de qualification
Les équipes sont listées dans leur ordre de classement à l'issue de la phase qualificative. Les noms en gras indiquent les équipes qui sont qualifiées directement pour les 8e de finale.
| 1. Stade toulousain 2. RC Narbonne 3. AS Béziers 4. CA Brive 5. SC Graulhet 6. US Romans 7. Stade montois 8. Boucau stade 9. Stade bagnérais 10. Lombez Samatan club | 1. RC Toulon 2. Biarritz olympique 3. Valence sportif 4. Section paloise 5. Aviron bayonnais 6. FC Oloron 7. RC Hyères 8. La Voulte sportif 9. Castres olympique 10. Stade lavelanétien     |
| 1. SU Agen 2. RC Nîmes 3. Stade aurillacois 4. FC Lourdes 5. SA Hagetmau 6. CO Le Creusot 7. US Dax 8. Tyrosse RCS 9. SC Tulle 10. US Montauban                      | 1. USA Perpignan 2. AS Montferrand 3. RRC Nice 4. Racing club de France 5. Stadoceste tarbais 6. FC Grenoble 7. CS Bourgoin-Jallieu 8. CA Bègles-Bordeaux 9. US Carcassonne 10. US Marmande |

## Matchs de barrage (seizièmes de finale)
Les équipes dont le nom est en caractères gras sont qualifiées pour les huitièmes de finale et pour l’élite la saison prochaine.
Les 4 battus les mieux classés en poules (Pau, Valence, Romans et Aurillac) joueront aussi dans l´élite la saison suivante.
| Équipe 1              | Équipe 2              | Résultat |
| --------------------- | --------------------- | -------- |
| Aviron bayonnais      | Section paloise       | 6-3      |
| AS Béziers            | SA Hagetmau           | 10-6     |
| Racing club de France | FC Oloron             | 4-3      |
| CA Brive              | Le Creusot-Montchanin | 30-6     |
| FC Grenoble           | Stade aurillacois     | 9-6      |
| FC Lourdes            | US Romans             | 16-10    |
| RRC Nice              | Stadoceste tarbais    | 15-14    |
| SC Graulhet           | Valence sportif       | 15-4     |

## Huitièmes de finale
Les équipes dont le nom est en caractères gras sont qualifiées pour les quarts de finale.
| Équipe 1              | Équipe 2           | Match aller | Match retour |
| --------------------- | ------------------ | ----------- | ------------ |
| Aviron bayonnais      | SU Agen            | 12-6        | 6-31         |
| AS Béziers            | RC Nîmes           | 9-3         | 17-12        |
| Racing club de France | USA Perpignan      | 20-16       | 3-13         |
| CA Brive              | RC Toulon          | 12-0        | 3-43         |
| FC Grenoble           | Biarritz olympique | 9-0         | 9-19         |
| FC Lourdes            | Stade toulousain   | 9-20        | 3-35         |
| RRC Nice              | AS Montferrand     | 9-6         | 3-6          |
| SC Graulhet           | RC Narbonne        | 15-12       | 9-10         |

## Quarts de finale
Les équipes dont le nom est en caractères gras sont qualifiées pour les demi-finales.
| Équipe 1           | Équipe 2         | Résultat |
| ------------------ | ---------------- | -------- |
| SU Agen            | AS Béziers       | 16-12    |
| USA Perpignan      | RC Toulon        | 10-15    |
| Biarritz olympique | Stade toulousain | 3-16     |
| AS Montferrand     | SC Graulhet      | 12-15    |

## Demi-finales
| Équipe 1         | Équipe 2    | Résultat |
| ---------------- | ----------- | -------- |
| SU Agen          | RC Toulon   | 38-18    |
| Stade toulousain | SC Graulhet | 21-12    |

Les premiers clubs français à l'issue des matchs de poules se qualifient pour la finale.

## Finales
| Équipes          | Stade toulousain - SU Agen |
| Score            | 16-6 (6-3) |
| Date             | 24 mai 1986 |
| Stade            | Parc des Princes |
| Arbitre          | André Peytavin |
| Les équipes      | |
| Stade toulousain | Titulaires : Gérard Portolan (Serge Laïrle 66), Serge Laïrle (Daniel Santamans 66), Claude Portolan, Jean-Michel Giraud, Jean-Marie Cadieu, Thierry Maset, Karl Janik, Albert Cigagna (Hervé Lecomte 66), Michel Lopez, Philippe Rougé-Thomas, Guy Novès, Denis Charvet, Éric Bonneval, Jean-Michel Rancoule, Serge Gabernet Non entrés en jeu : Thierry Palisson, Laurent Husson |
| SU Agen          | Titulaires : Jean-Louis Tolot, Jean-Louis Dupont, Daniel Dubroca (Patrice Boué 23), Patrick Pujade, Bernard Mazzer, Jacques Gratton, Bernard Delbreil, Dominique Erbani, Pierre Berbizier, Christian Delage, Éric Gleyze, Philippe Mothe, Philippe Sella, Bernard Lacombe, Philippe Bérot Non entrés en jeu : Jean-Yves Belléard                                                  |
| Points marqués   | |
| Stade toulousain | 1 essai de Bonneval (80), 4 pénalités de Gabernet (14), Lopez (36, 41, 70) |
| SU Agen          | 2 pénalités de Bérot (23, 51) |

Finale idéale entre le premier (Agen) et le second de la saison régulière.
A noter le KO de Dubroca, le capitaine agenais, à la 23e minute (remplacé par Boué), qui a stoppé le match de longs moments et déstabilisé les acteurs de la rencontre.

## Statistiques
Les statistiques incluent la phase finale.

### Meilleurs réalisateurs
Alain Arozarena est le meilleur réalisateur de la saison avec 213 points inscrits.
| Rang | Joueur          | Club               | Points |
| ---- | --------------- | ------------------ | ------ |
| 1    | Alain Arozarena | Biarritz olympique | 213    |
| 2    | Guy Laporte     | SC Graulhet        | 188    |
| 3    | Jérôme Bianchi  | RC Toulon          | 185    |
| -    | Francis Rui     | Castres olympique  | 185    |

### Meilleurs marqueurs
Jean-Michel Rancoule est le meilleur marqueur avec 17 essais marqués.
| Rang | Joueur               | Club             | Essais |
| ---- | -------------------- | ---------------- | ------ |
| 1    | Jean-Michel Rancoule | Stade toulousain | 17     |
| 2    | Philippe Sella       | SU Agen          | 14     |
| 3    | Pascal Jehl          | RC Toulon        | 13     |